# تپه گبر نشین
تپه گبر نشین مربوط به دوره اشکانیان است و در شهرستان اسفراین، بخش دهستان آذری، ۱۰۰ متری شرق روستای حصاری گازرانی واقع شده و این اثر در تاریخ ۳۰ بهمن ۱۳۸۶ با شمارهٔ ثبت ۲۱۰۹۹ به‌عنوان یکی از آثار ملی ایران به ثبت رسیده است.